# Wkra
Die Wkra ist ein rechter Nebenfluss des Narew in Nordost-Polen. Sie entspringt bei Neidenburg (Nidzica) in der Woiwodschaft Ermland-Masuren und fließt im Wesentlichen in südlicher Richtung in ihrem 249 km langen Lauf bis zu ihrer Mündung in den Narew in Nowy Dwór Mazowiecki kurz vor dessen Mündung in die Weichsel. Ihr Einzugsgebiet wird mit 5322 km² angegeben.
Der Fluss trägt im Oberlauf bei Neidenburg bis zur Einmündung der Skottau (Szkotówka) die Bezeichnung Neide (Nida); im Bereich von Soldau wird er Soldau (Działdówka) genannt.